# Cuervea integrifolia
Cuervea integrifolia är en benvedsväxtart som först beskrevs av Achille Richard, och fick sitt nu gällande namn av Albert Charles Smith. Cuervea integrifolia ingår i släktet Cuervea och familjen Celastraceae. Inga underarter finns listade.